# Konkurs Piosenki Eurowizji Junior 2005
3. Konkurs Piosenki Eurowizji Junior odbył się 26 listopada 2005  w hali Ethias Arena w Hasselt. Organizatorem konkursu były belgijskie stacje RTBF i VRT we współpracy z Europejską Unią Nadawców.
W konkursie wzięło udział 16 państw. Zwyciężyła Ksienija Sitnik, reprezentantka Białorusi z piosenką „My wmiestie”.

## Lokalizacja

### Miejsce organizacji konkursu
W listopadzie 2005 ogłoszono, że konkurs odbędzie się w Belgii w mieście Hasselt, w Ethias Arenie. Do sprzedaży przekazano łącznie ok. 8,5 tys. biletów na koncert.

### Wybór miejsca organizacji

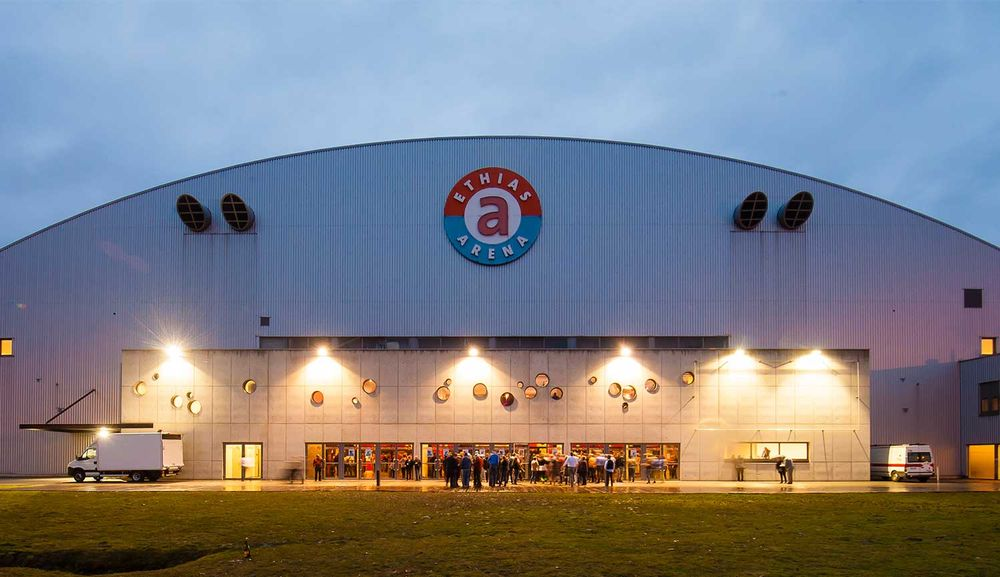
Ethias Arena, miejsce organizacji konkursu.

W związku z problemami które pojawiły się w 2004 z organizacją konkursu Europejska Unia Nadawców (EBU), wyznaczyła lokalizację potencjalnych miejsc organizacji konkursu. Belgia jako pierwszy kraj z powodzeniem ubiegał się o prawa do organizacji konkursu. W listopadzie 2004 pojawiły się doniesienia, jakoby konkurs miał odbyć się w Holandii. W tym samym miesiącu Jeroen Depraetere, koordynator widowiska z ramienia EBU, poinformował, że chęć przygotowania konkursu wyraziło pięć państw, w tym m.in. Belgia, Chorwacja i Holandia.

## Organizacja
W połowie października 2005 w Belgii odbyło się spotkanie szefów krajowych delegacji z przedstawicielami EBU. W jego trakcie zorganizowano losowanie mające ustalić, w której części koncertu wystąpią poszczególni uczestnicy. Dokładne numery startowe przypisali wykonawców organizatorzy, którzy ujawnili listę 14 października.
Wszystkie konkursowe piosenki zostały wydane na albumie kompilacyjnym, który miał premierę 7 listopada 2005. 7 grudnia do sprzedaży trafił album DVD zawierający zapis z koncertu finałowego.

### Prowadzący i goście specjalni
13 października 2005 podczas konferencji ujawniono, że Marcel Vanthilt i Maureen Louys będą prowadzącymi konkursu.
Gośćmi specjalnymi koncertu była m.in. María Isabel, zwyciężczyni 2. Konkursu Piosenki Eurowizji dla Dzieci, która wykonała dwie piosenki: „Antes muerta que sencilla” oraz „Pues va a ser que no”. Na widowni zaproszeni zostali również członkowie rodziny królewskiej.

## Kraje uczestniczące
W konkursie wystartowali reprezentanci nadawców publicznych z 16 krajów. Początkowo w finale miała wystartować telewizja z Cypru, jednak została zdyskwalifikowana ze stawki w związku z podejrzeniami popełnienia plagiatu przez twórców piosenki Reny Kiriakidi „Cirko”, która miała reprezentować kraj. Widzowie z Cypru mieli możliwość oddawania głosów w finale konkursu. 

### Finał
EBU udostępniła kolejność startową w finale 14 października.
| Lp. | Kraj                | Wykonawca           | Utwór                        | Język             | Miejsce | Punkty |
| --- | ------------------- | ------------------- | ---------------------------- | ----------------- | ------- | ------ |
| 1   | Grecja              | Aleksandros i Kali  | „Tora ine i sira mas”        | grecki            | 6       | 88     |
| 2   | Dania               | Nicolai             | „Shake Shake Shake”          | duński, angielski | 4       | 121    |
| 3   | Chorwacja           | Lorena Jelusić      | „Rock Baby”                  | chorwacki         | 12      | 36     |
| 4   | Rumunia             | Alina Eremia        | „Țurai”                      | rumuński          | 5       | 89     |
| 5   | Wielka Brytania     | Joni Fuller         | „How Does It Feel?”          | angielski         | 14      | 28     |
| 6   | Szwecja             | M+                  | „Gränslös kärlek”            | szwedzki          | 15      | 22     |
| 7   | Rosja               | Władisław Krutskich | „Doroga ku soncu”            | rosyjski          | 9       | 66     |
| 8   | Macedonia           | Denis Dimoski       | „Rodendenski baknež”         | macedoński        | 8       | 68     |
| 9   | Holandia            | Tess                | „Stupid”                     | niderlandzki      | 7       | 82     |
| 10  | Serbia i Czarnogóra | Filip Vučić         | „Ljubav pa fudbal”           | czarnogórski      | 13      | 29     |
| 11  | Łotwa               | Kids4Rock           | „Es esmu maza jauka meitene” | łotewski          | 11      | 50     |
| 12  | Belgia              | Lindsay             | „Mes rêves”                  | francuski         | 10      | 63     |
| 13  | Malta               | Thea & Friends      | „Make It Right!”             | angielski         | 16      | 18     |
| 14  | Norwegia            | Malin               | „Sommer og skolefri”         | norweski          | 3       | 123    |
| 15  | Hiszpania           | Antonio José        | „Te traigo flores”           | hiszpański        | 2       | 146    |
| 16  | Białoruś            | Ksienija Sitnik     | „My wmiestie”                | rosyjski          | 1       | 149    |